# Ryan Malone
Ryan Gregory Malone (Pittsburgh, 1º dicembre 1979) è un hockeista su ghiaccio statunitense.

## Palmarès

### Olimpiadi
- Argento a Vancouver 2010.

### Mondiali
- Bronzo a Praga 2004.